# Mordellistena parvuliformis
Mordellistena parvuliformis es una especie de coleóptero de la familia Mordellidae.

## Distribución geográfica
Habita en Rusia.